# 317. pehotni polk (Italija)
317. pehotni polk Acqui je bil pehotni polk Kraljeve italijanske kopenske vojske.

## Zgodovina
Med drugo svetovno vojno je bil polk nastanjen v Grčiji.